# 法務大臣
法務大臣（日语：／ Hōmu-daijin）是主管日本法務省的國務大臣，一般簡稱「法相」。

## 概要
戰後至今，曾擔任法務大臣的人士中尚未有人成為內閣總理大臣。但在閣僚名簿中仍僅次於首相、（副總理）、總務大臣。中央省廳再編以前，也僅次於首相、副總理。過去也有由後藤田正晴、鳩山邦夫、江田五月、谷垣禎一等重量級人士出任的例子，但此職務有時亦安排參議員、女性或民間人士擔任。
主掌司法的閣僚在英美法系與大陸法系各國通常為政府的法律解釋顧問，多由律師資格者出任。但是日本政府的法律解釋顧問為內閣法制局長官。因此，日本的法務大臣並不一定有法律執業資格，也少有司法行政經驗。更有多位大臣非法學部出身。
而法務大臣具有的指揮權（檢察指揮權）可影響對政治的捜査。
大日本帝國憲法下的司法大臣掌有法院的人事權。戰敗後，駐日盟軍總司令（GHQ）下令新設法務廳（之後的法務府）代替司法省，並以美國司法部長為原型設置法務總裁（法務廳、法務府之首長）。主權回復後，法務府分出內閣法制局，改為法務省，由法務大臣擔任法務省首長。

## 權限
- 國家參與訴訟時，法務大臣為國家代表（關涉國家利害關係訴訟之法務大臣權限法（日语：国の利害に関係のある訴訟についての法務大臣の権限等に関する法律）（昭和22年法律第194號）第1條）。
- 外國人在留許可、永住許可、歸化。
- 死刑執行命令的權限與義務

根據刑事訴訟法，死刑執行命令必須在判決確定後的6個月以內發出（第475條2項），但不包含再審請求等時間。死刑批准的頻率因大臣而異，如賀屋興宣、左藤惠、杉浦正健等人在任中未簽屬任何死刑執行命令。判決確定後6個月的規定是在日本國憲法制定後，以「過去執行死刑的時間過長，受刑人飽受等待執行死刑的長期恐懼，也違反了新憲法的宗旨」的理由所訂立。「為了對罪犯嚴厲懲罰，必須在6個月內執行」的解釋違背了本意。
現在，死刑都未在判決確定後6個月以內執行，違反法律規定。
2007年至2016年的死刑執行期間最短是1年4個月，最長是18年5個月，平均約5年。
- 法務大臣具有指揮權（日语：指揮権 (法務大臣)）（檢察指揮權），可指揮總檢察長對個別案件進行調查或處置（但是此指揮權極少發動）。
- 司法書士的認定業務與司法書士試驗實施、日本司法書士會連合會的建議、報告、會則變更認可等由司法書士法規定。
- 關於國家利益或公共福祉的訴訟，可在法院許可下向法院發表意見（關涉國家利害關係訴訟之法務大臣權限法（昭和22年法律第194號）第4條）。

過去案例僅有1987年森林法共有林事件（1987年4月22日判決違憲）與2017年NHK收視費訴訟（2017年12月6日判決合憲）。法務大臣在兩案皆向最高裁全院庭審提出「合憲」意見。

### 主要諮詢機關
- 司法試驗委員會
- 法制審議會（日语：法制審議会）

## 歷代法務大臣

### 內閣制以前
| 刑部卿 |                |          |                                         |          |
| 代     | 姓名           | 姓名     | 就任日                                  | 出身等   |
| 1      | 正親町三條實愛 |          | 1869年（明治2年）7月8日                 | 公家     |
| -      | （空缺）       | （空缺） | 1870年（明治3年）10月12日               |          |
| 司法卿 |                |          |                                         |          |
| 代     | 姓名           | 姓名     | 就任日                                  | 出身等   |
| -      | （空缺）       | （空缺） | 1871年（明治4年）7月9日                 |          |
| 1      | 江藤新平       |          | 1872年（明治5年）5月31日（舊曆4月27日） | 舊佐賀藩 |
| 2      | 大木喬任       |          | 1873年（明治6年）10月25日               | 舊佐賀藩 |
| 3      | 田中不二麿     |          | 1880年（明治13年）3月15日               | 舊尾張藩 |
| 4      | 大木喬任       |          | 1881年（明治14年）10月21日              | 舊佐賀藩 |
| 5      | 山田顯義       |          | 1883年（明治16年）12月12日              | 舊長州藩 |

### 內閣制施行以後
| 司法大臣                                              |            |                         |                                                    |                            |                             |
| 代                                                    | 姓名       | 姓名                    | 內閣                                               | 就任日                     | 出身等                      |
| 1                                                     | 山田顯義   |                         | 第1次伊藤內閣 黑田內閣 第1次山縣內閣 第1次松方內閣 | 1885年（明治18年）12月22日 | 舊長州藩                    |
| 2                                                     | 田中不二麿 |                         | 第1次松方內閣                                      | 1891年（明治24年）6月1日   | 舊尾張藩                    |
| 3                                                     | 河野敏鎌   |                         | 第1次松方內閣                                      | 1892年（明治25年）6月23日  | 舊土佐藩                    |
| 4                                                     | 山縣有朋   |                         | 第2次伊藤內閣                                      | 1892年（明治25年）8月8日   | 舊長州藩                    |
| -                                                     | 伊藤博文   |                         | 第2次伊藤內閣                                      | 1893年（明治26年）3月11日  | 舊長州藩                    |
| 5                                                     | 芳川顯正   |                         | 第2次伊藤內閣 第2次松方內閣                        | 1893年（明治26年）3月16日  | 舊德島藩                    |
| 6                                                     | 清浦奎吾   |                         | 第2次松方內閣                                      | 1896年（明治29年）9月26日  | 舊肥後藩                    |
| 7                                                     | 曾禰荒助   |                         | 第3次伊藤內閣                                      | 1898年（明治31年）1月12日  | 舊長州藩                    |
| 8                                                     | 大東義徹   |                         | 第1次大隈內閣                                      | 1898年（明治31年）6月30日  | 憲政黨                      |
| 9                                                     | 清浦奎吾   |                         | 第2次山縣內閣                                      | 1898年（明治31年）11月8日  | 舊肥後藩 研究會             |
| 10                                                    | 金子堅太郎 |                         | 第4次伊藤內閣                                      | 1900年（明治33年）10月19日 | 立憲政友會                  |
| 11                                                    | 清浦奎吾   |                         | 第1次桂內閣                                        | 1901年（明治34年）6月2日   | 研究會                      |
| 12                                                    | 波多野敬直 |                         | 第1次桂內閣                                        | 1903年（明治36年）9月22日  | 司法省                      |
| 13                                                    | 松田正久   |                         | 第1次西園寺內閣                                    | 1906年（明治39年）1月7日   | 立憲政友會                  |
| 14                                                    | 千家尊福   |                         | 第1次西園寺內閣                                    | 1908年（明治41年）3月25日  | 木曜會                      |
| 15                                                    | 岡部長職   |                         | 第2次桂內閣                                        | 1908年（明治41年）7月14日  | 研究會                      |
| 16                                                    | 松田正久   |                         | 第2次西園寺內閣                                    | 1911年（明治44年）8月30日  | 立憲政友會                  |
| 17                                                    | 松室致     |                         | 第3次桂內閣                                        | 1912年（大正元年）12月21日 | 司法省                      |
| 18                                                    | 松田正久   |                         | 第1次山本內閣                                      | 1913年（大正2年）2月20日   | 立憲政友會                  |
| -                                                     | 奧田義人   |                         | 第1次山本內閣                                      | 1913年（大正2年）11月11日  | 立憲政友會 （交友倶樂部）   |
| 19                                                    | 奧田義人   | 1914年（大正3年）3月6日 | 第1次山本內閣                                      |                            | 立憲政友會 （交友倶樂部）   |
| 20                                                    | 尾崎行雄   |                         | 第2次大隈內閣                                      | 1914年（大正3年）4月16日   | 中正會                      |
| 21                                                    | 松室致     |                         | 寺内內閣                                           | 1916年（大正5年）10月9日   | 司法省                      |
| 22                                                    | 原敬       |                         | 原內閣                                             | 1918年（大正7年）9月29日   | 立憲政友會                  |
| 23                                                    | 大木遠吉   |                         | 原內閣 高橋內閣                                    | 1920年（大正9年）5月15日   | 研究會                      |
| 24                                                    | 岡野敬次郎 |                         | 加藤友三郎內閣                                     | 1922年（大正11年）6月12日  | 立憲政友會 （交友倶樂部）   |
| 25                                                    | 田健治郎   |                         | 第2次山本內閣                                      | 1923年（大正12年）9月2日   | 茶話會                      |
| 26                                                    | 平沼騏一郎 |                         | 第2次山本內閣                                      | 1923年（大正12年）9月6日   | 民間 （司法省）             |
| 27                                                    | 鈴木喜三郎 |                         | 清浦內閣                                           | 1924年（大正13年）1月7日   | 研究會                      |
| 28                                                    | 橫田千之助 |                         | 加藤高明內閣                                       | 1924年（大正13年）6月11日  | 立憲政友會                  |
| -                                                     | 高橋是清   |                         | 加藤高明內閣                                       | 1925年（大正14年）2月5日   | 立憲政友會                  |
| 29                                                    | 小川平吉   |                         | 加藤高明內閣                                       | 1925年（大正14年）2月9日   | 立憲政友會                  |
| 30                                                    | 江木翼     |                         | 加藤高明內閣 第1次若槻內閣                         | 1925年（大正14年）8月2日   | 憲政會                      |
| 31                                                    | 原嘉道     |                         | 田中義一內閣                                       | 1927年（昭和2年）4月20日   | 民間                        |
| 32                                                    | 渡邊千冬   |                         | 濱口內閣 第2次若槻內閣                             | 1929年（昭和4年）7月2日    | 研究會                      |
| 33                                                    | 鈴木喜三郎 |                         | 犬養內閣                                           | 1931年（昭和6年）12月13日  | 研究會                      |
| 34                                                    | 川村竹治   |                         | 犬養內閣                                           | 1932年（昭和7年）3月25日   | 交友倶楽部                  |
| 35                                                    | 小山松吉   |                         | 齋藤內閣                                           | 1932年（昭和7年）5月26日   | 司法省                      |
| 36                                                    | 小原直     |                         | 岡田內閣                                           | 1934年（昭和9年）7月8日    | 司法省                      |
| 37                                                    | 林賴三郎   |                         | 廣田內閣                                           | 1936年（昭和11年）3月9日   | 司法省                      |
| 38                                                    | 鹽野季彥   |                         | 林內閣 第1次近衛內閣 平沼內閣                      | 1937年（昭和12年）2月2日   | 司法省                      |
| 39                                                    | 宮城長五郎 |                         | 阿部内阁                                           | 1939年（昭和14年）8月30日  | 司法省                      |
| 40                                                    | 木村尚達   |                         | 米内內閣                                           | 1940年（昭和15年）1月16日  | 司法省                      |
| 41                                                    | 風見章     |                         | 第2次近衛內閣                                      | 1940年（昭和15年）7月22日  | 國民同盟→ 大政翼贊會        |
| 42                                                    | 柳川平助   |                         | 第2次近衛內閣                                      | 1940年（昭和15年）12月21日 | 預備役陸軍中將              |
| 43                                                    | 近衛文麿   |                         | 第3次近衛內閣                                      | 1941年（昭和16年）7月18日  | 火曜會                      |
| 44                                                    | 岩村通世   |                         | 第3次近衛內閣 東條內閣                             | 1941年（昭和16年）7月25日  | 司法省                      |
| 45                                                    | 松阪廣政   |                         | 小磯內閣 鈴木貫太郎內閣                            | 1944年（昭和19年）7月22日  | 司法省                      |
| 46                                                    | 岩田宙造   |                         | 東久邇宮內閣 幣原內閣                              | 1945年（昭和20年）8月17日  | 同和會                      |
| 47                                                    | 木村篤太郎 |                         | 第1次吉田內閣                                      | 1946年（昭和21年）5月22日  | 民間                        |
| -                                                     | 片山哲     |                         | 片山內閣                                           | 1947年（昭和22年）5月24日  | 日本社會黨                  |
| 48                                                    | 鈴木義男   |                         | 片山內閣                                           | 1947年（昭和22年）6月1日   | 日本社會黨                  |
| 法務總裁（法務廳設置法（昭和22年法律第193號））       |            |                         |                                                    |                            |                             |
| 代                                                    | 姓名       | 姓名                    | 內閣                                               | 就任日                     | 政黨等                      |
| 1                                                     | 鈴木義男   |                         | 片山內閣                                           | 1948年（昭和23年）2月15日  | 日本社會黨                  |
| 2                                                     | 鈴木義男   | 蘆田內閣                | 1948年（昭和23年）3月10日                          |                            | 日本社會黨                  |
| -                                                     | 吉田茂     |                         | 第2次吉田內閣                                      | 1948年（昭和23年）10月15日 | 自由黨                      |
| 3                                                     | 殖田俊吉   |                         | 第2次吉田內閣                                      | 1948年（昭和23年）11月7日  | 民間                        |
| 4                                                     | 殖田俊吉   | 第3次吉田內閣           | 1949年（昭和24年）2月16日                          |                            | 民間                        |
| 法務總裁（法務府設置法（昭和22年法律第193號））       |            |                         |                                                    |                            |                             |
| 代                                                    | 姓名       | 姓名                    | 內閣                                               | 就任日                     | 政黨等                      |
| 4                                                     | 殖田俊吉   |                         | 第2次吉田內閣                                      | 1948年（昭和23年）11月7日  | 民間                        |
| 5                                                     | 大橋武夫   |                         | 第3次吉田第1次改造內閣 第3次吉田第2次改造內閣      | 1950年（昭和25年）6月28日  | 自由黨                      |
| 6                                                     | 木村篤太郎 |                         | 第3次吉田第3次改造內閣                             | 1951年（昭和26年）12月26日 | 民間                        |
| 法務大臣（法務省設置法（昭和22年法律第193號））       |            |                         |                                                    |                            |                             |
| 代                                                    | 姓名       | 姓名                    | 內閣                                               | 就任日                     | 政黨等                      |
| 1                                                     | 木村篤太郎 |                         | 第3次吉田第3次改造內閣                             | 1952年（昭和27年）8月1日   | 民間                        |
| 2                                                     | 犬養健     |                         | 第4次吉田內閣                                      | 1952年（昭和27年）10月30日 | 自由黨                      |
| 3                                                     | 犬養健     | 第5次吉田內閣           | 1953年（昭和28年）5月21日                          |                            | 自由黨                      |
| 4                                                     | 加藤鐐五郎 |                         | 第5次吉田內閣                                      | 1954年（昭和29年）4月22日  | 自由黨                      |
| 5                                                     | 小原直     |                         | 第5次吉田內閣                                      | 1954年（昭和29年）6月19日  | 自由黨                      |
| 6                                                     | 花村四郎   |                         | 第1次鳩山一郎內閣                                  | 1954年（昭和29年）12月10日 | 日本民主黨                  |
| 7                                                     | 花村四郎   | 第2次鳩山一郎內閣       | 1955年（昭和30年）3月19日                          |                            | 日本民主黨                  |
| 8                                                     | 牧野良三   |                         | 第3次鳩山一郎內閣                                  | 1955年（昭和30年）11月22日 | 自由民主黨                  |
| -                                                     | 石橋湛山   |                         | 石橋內閣                                           | 1956年（昭和31年）12月23日 | 自由民主黨                  |
| 9                                                     | 中村梅吉   |                         | 石橋內閣                                           | 1956年（昭和31年）12月23日 | 自由民主黨                  |
| 10                                                    | 中村梅吉   | 第1次岸內閣             | 1957年（昭和32年）2月25日                          |                            | 自由民主黨                  |
| 11                                                    | 唐澤俊樹   |                         | 第1次岸改造內閣                                    | 1957年（昭和32年）7月10日  | 自由民主黨                  |
| 12                                                    | 愛知揆一   |                         | 第2次岸內閣                                        | 1958年（昭和33年）6月12日  | 自由民主黨                  |
| 13                                                    | 井野碩哉   |                         | 第2次岸改造內閣                                    | 1959年（昭和34年）6月18日  | 自由民主黨 （參議院）       |
| 14                                                    | 小島徹三   |                         | 第1次池田內閣                                      | 1960年（昭和35年）7月19日  | 自由民主黨                  |
| 15                                                    | 植木庚子郎 |                         | 第2次池田內閣 第2次池田第1次改造內閣               | 1960年（昭和35年）12月8日  | 自由民主黨                  |
| 16                                                    | 中垣國男   |                         | 第2次池田第2次改造內閣                             | 1962年（昭和37年）7月18日  | 自由民主黨                  |
| 17                                                    | 賀屋興宣   |                         | 第2次池田第3次改造內閣                             | 1963年（昭和38年）7月18日  | 自由民主黨                  |
| 18                                                    | 賀屋興宣   | 第3次池田內閣           | 1963年（昭和38年）12月9日                          |                            | 自由民主黨                  |
| 19                                                    | 高橋等     |                         | 第3次池田改造內閣                                  | 1964年（昭和39年）7月18日  | 自由民主黨                  |
| 20                                                    | 高橋等     | 第1次佐藤內閣           | 1964年（昭和39年）11月9日                          |                            | 自由民主黨                  |
| 21                                                    | 石井光次郎 |                         | 第1次佐藤第1次改造內閣 第1次佐藤第2次改造內閣      | 1965年（昭和40年）6月3日   | 自由民主黨                  |
| 22                                                    | 田中伊三次 |                         | 第1次佐藤第3次改造內閣                             | 1966年（昭和41年）12月3日  | 自由民主黨                  |
| 23                                                    | 田中伊三次 | 第2次佐藤內閣           | 1967年（昭和42年）2月17日                          |                            | 自由民主黨                  |
| 24                                                    | 赤間文三   |                         | 第2次佐藤第1次改造內閣                             | 1967年（昭和42年）11月25日 | 自由民主黨 （參議院）       |
| 25                                                    | 西鄉吉之助 |                         | 第2次佐藤第2次改造內閣                             | 1968年（昭和43年）11月30日 | 自由民主黨 （參議院）       |
| 26                                                    | 小林武治   |                         | 第3次佐藤內閣                                      | 1970年（昭和45年）1月14日  | 自由民主黨 （參議院）       |
| 27                                                    | 秋田大助   |                         | 第3次佐藤內閣                                      | 1971年（昭和46年）2月9日   | 自由民主黨                  |
| 28                                                    | 植木庚子郎 |                         | 第3次佐藤內閣                                      | 1971年（昭和46年）2月17日  | 自由民主黨                  |
| 29                                                    | 前尾繁三郎 |                         | 第3次佐藤內閣 第3次佐藤改造內閣                    | 1971年（昭和46年）7月5日   | 自由民主黨                  |
| 30                                                    | 郡祐一     |                         | 第1次田中角榮內閣                                  | 1972年（昭和47年）7月7日   | 自由民主黨 （參議院）       |
| 31                                                    | 田中伊三次 |                         | 第2次田中角榮內閣                                  | 1972年（昭和47年）12月22日 | 自由民主黨                  |
| 32                                                    | 中村梅吉   |                         | 第2次田中角榮第1次改造內閣                         | 1973年（昭和48年）11月25日 | 自由民主黨                  |
| 33                                                    | 濱野清吾   |                         | 第2次田中角榮第2次改造內閣                         | 1974年（昭和49年）11月11日 | 自由民主黨                  |
| 34                                                    | 稻葉修     |                         | 三木內閣 三木改造內閣                              | 1974年（昭和49年）12月9日  | 自由民主黨                  |
| 35                                                    | 福田一     |                         | 福田赳夫內閣                                       | 1976年（昭和51年）12月24日 | 自由民主黨                  |
| 36                                                    | 瀨戶山三男 |                         | 福田赳夫內閣 福田赳夫改造內閣                      | 1977年（昭和52年）10月5日  | 自由民主黨                  |
| 37                                                    | 古井喜實   |                         | 第1次大平內閣                                      | 1978年（昭和53年）12月7日  | 自由民主黨                  |
| 38                                                    | 倉石忠雄   |                         | 第2次大平內閣                                      | 1979年（昭和54年）11月9日  | 自由民主黨                  |
| 39                                                    | 奧野誠亮   |                         | 鈴木善幸內閣                                       | 1980年（昭和55年）7月17日  | 自由民主黨                  |
| 40                                                    | 坂田道太   |                         | 鈴木善幸改造內閣                                   | 1981年（昭和56年）11月30日 | 自由民主黨                  |
| 41                                                    | 秦野章     |                         | 第1次中曾根內閣                                    | 1982年（昭和57年）11月27日 | 自由民主黨 （參議院）       |
| 42                                                    | 住榮作     |                         | 第2次中曾根內閣                                    | 1983年（昭和58年）12月27日 | 自由民主黨                  |
| 43                                                    | 嶋崎均     |                         | 第2次中曾根第1次改造內閣                           | 1984年（昭和59年）11月1日  | 自由民主黨 （參議院）       |
| 44                                                    | 鈴木省吾   |                         | 第2次中曾根第2次改造內閣                           | 1985年（昭和60年）12月28日 | 自由民主黨 （參議院）       |
| 45                                                    | 遠藤要     |                         | 第3次中曾根內閣                                    | 1986年（昭和61年）7月22日  | 自由民主黨 （參議院）       |
| 46                                                    | 林田悠紀夫 |                         | 竹下內閣                                           | 1987年（昭和62年）11月6日  | 自由民主黨 （參議院）       |
| 47                                                    | 長谷川峻   |                         | 竹下改造內閣                                       | 1988年（昭和63年）12月27日 | 自由民主黨                  |
| 48                                                    | 高辻正己   |                         | 竹下改造內閣                                       | 1988年（昭和63年）12月30日 | 民間                        |
| 49                                                    | 谷川和穗   |                         | 宇野內閣                                           | 1989年（平成元年）6月3日   | 自由民主黨                  |
| 50                                                    | 後藤正夫   |                         | 第1次海部內閣                                      | 1989年（平成元年）8月10日  | 自由民主黨 （參議院）       |
| 51                                                    | 長谷川信   |                         | 第2次海部內閣                                      | 1990年（平成2年）2月28日   | 自由民主黨 （參議院）       |
| 52                                                    | 梶山靜六   |                         | 第2次海部內閣                                      | 1990年（平成2年）9月13日   | 自由民主黨                  |
| 53                                                    | 左藤惠     |                         | 第2次海部改造內閣                                  | 1990年（平成2年）12月29日  | 自由民主黨                  |
| 54                                                    | 田原隆     |                         | 宮澤內閣                                           | 1991年（平成3年）11月5日   | 自由民主黨                  |
| 55                                                    | 後藤田正晴 |                         | 宮澤改造內閣                                       | 1992年（平成4年）12月12日  | 自由民主黨                  |
| 56                                                    | 三月章     |                         | 細川內閣                                           | 1993年（平成5年）8月9日    | 民間                        |
| -                                                     | 羽田孜     |                         | 羽田內閣                                           | 1994年（平成6年）4月28日   | 新生黨                      |
| 57                                                    | 永野茂門   |                         | 羽田內閣                                           | 1994年（平成6年）4月28日   | 新生黨 （參議院）           |
| 58                                                    | 中井洽     |                         | 羽田內閣                                           | 1994年（平成6年）5月8日    | 民社黨                      |
| 59                                                    | 前田勲男   |                         | 村山內閣                                           | 1994年（平成6年）6月30日   | 自由民主黨 （參議院）       |
| 60                                                    | 田澤智治   |                         | 村山改造內閣                                       | 1995年（平成7年）8月8日    | 自由民主黨 （參議院）       |
| 61                                                    | 宮澤弘     |                         | 村山改造內閣                                       | 1995年（平成7年）10月9日   | 自由民主黨 （參議院）       |
| 62                                                    | 長尾立子   |                         | 第1次橋本內閣                                      | 1996年（平成8年）1月11日   | 民間                        |
| 63                                                    | 松浦功     |                         | 第2次橋本內閣                                      | 1996年（平成8年）11月7日   | 自由民主黨 （參議院）       |
| 64                                                    | 下稻葉耕吉 |                         | 第2次橋本改造內閣                                  | 1997年（平成9年）9月11日   | 自由民主黨 （參議院）       |
| 65                                                    | 中村正三郎 |                         | 小淵內閣 小淵第1次改造內閣                         | 1998年（平成10年）7月30日  | 自由民主黨                  |
| 66                                                    | 陣内孝雄   |                         | 小淵第1次改造內閣                                  | 1999年（平成11年）3月8日   | 自由民主黨 （參議院）       |
| 67                                                    | 臼井日出男 |                         | 小淵第2次改造內閣                                  | 1999年（平成11年）10月5日  | 自由民主黨                  |
| 68                                                    | 臼井日出男 | 第1次森內閣             | 2000年（平成12年）4月5日                           |                            | 自由民主黨                  |
| 69                                                    | 保岡興治   |                         | 第2次森內閣                                        | 2000年（平成12年）7月4日   | 自由民主黨                  |
| 70                                                    | 高村正彥   |                         | 第2次森改造內閣                                    | 2000年（平成12年）12月5日  | 自由民主黨                  |
| 法務大臣（法務省設置法（平成11年7月16日法律第93號）） |            |                         |                                                    |                            |                             |
| 代                                                    | 姓名       | 姓名                    | 內閣                                               | 就任日                     | 政黨等                      |
| 70                                                    | 高村正彥   |                         | 第2次森改造內閣                                    | 2001年（平成13年）1月6日   | 自由民主黨                  |
| 71                                                    | 森山真弓   |                         | 第1次小泉內閣 第1次小泉第1次改造內閣               | 2001年（平成13年）4月26日  | 自由民主黨                  |
| 72                                                    | 野澤太三   |                         | 第1次小泉第2次改造內閣                             | 2003年（平成15年）9月22日  | 自由民主黨 （參議院）       |
| 73                                                    | 野澤太三   | 第2次小泉內閣           | 2003年（平成15年）11月19日                         |                            | 自由民主黨 （參議院）       |
| 74                                                    | 南野知惠子 |                         | 第2次小泉改造內閣                                  | 2004年（平成16年）9月27日  | 自由民主黨 （參議院）       |
| 75                                                    | 南野知惠子 | 第3次小泉內閣           | 2005年（平成17年）9月21日                          |                            | 自由民主黨 （參議院）       |
| 76                                                    | 杉浦正健   |                         | 第3次小泉改造內閣                                  | 2005年（平成17年）10月31日 | 自由民主黨                  |
| 77                                                    | 長勢甚遠   |                         | 第1次安倍內閣                                      | 2006年（平成18年）9月26日  | 自由民主黨                  |
| 78                                                    | 鳩山邦夫   |                         | 第1次安倍改造內閣                                  | 2007年（平成19年）8月27日  | 自由民主黨                  |
| 79                                                    | 鳩山邦夫   | 福田康夫內閣            | 2007年（平成19年）9月26日                          |                            | 自由民主黨                  |
| 80                                                    | 保岡興治   |                         | 福田康夫改造內閣                                   | 2008年（平成20年）8月2日   | 自由民主黨                  |
| 81                                                    | 森英介     |                         | 麻生內閣                                           | 2008年（平成20年）9月24日  | 自由民主黨                  |
| 82                                                    | 千葉景子   |                         | 鳩山由紀夫內閣                                     | 2009年（平成21年）9月16日  | 民主黨 （參議院） →民間     |
| 83                                                    | 千葉景子   | 菅直人內閣              | 2010年（平成22年）6月8日                           |                            | 民主黨 （參議院） →民間     |
| 84                                                    | 柳田稔     |                         | 菅直人第1次改造內閣                                | 2010年（平成22年）9月17日  | 民主黨 （參議院）           |
| 85                                                    | 仙谷由人   |                         | 菅直人第1次改造內閣                                | 2010年（平成22年）11月22日 | 民主黨                      |
| 86                                                    | 江田五月   |                         | 菅直人第2次改造內閣                                | 2011年（平成23年）1月14日  | 民主黨 （參議院）           |
| 87                                                    | 平岡秀夫   |                         | 野田內閣                                           | 2011年（平成23年）9月2日   | 民主黨                      |
| 88                                                    | 小川敏夫   |                         | 野田第1次改造內閣                                  | 2012年（平成24年）1月13日  | 民主黨 （參議院）           |
| 89                                                    | 瀧實       |                         | 野田第2次改造內閣                                  | 2012年（平成24年）6月4日   | 民主黨                      |
| 90                                                    | 田中慶秋   |                         | 野田第3次改造內閣                                  | 2012年（平成24年）10月1日  | 民主黨                      |
| -                                                     | 小平忠正   |                         | 野田第3次改造內閣                                  | 2012年（平成24年）10月23日 | 民主黨                      |
| 91                                                    | 瀧實       |                         | 野田第3次改造內閣                                  | 2012年（平成24年）10月24日 | 民主黨                      |
| 92                                                    | 谷垣禎一   |                         | 第2次安倍內閣                                      | 2012年（平成24年）12月26日 | 自由民主黨                  |
| 93                                                    | 松島綠     |                         | 第2次安倍改造內閣                                  | 2014年（平成26年）9月3日   | 自由民主黨                  |
| -                                                     | 山谷惠里子 |                         | 第2次安倍改造內閣                                  | 2014年（平成26年）10月20日 | 自由民主黨 （參議院）       |
| 94                                                    | 上川陽子   |                         | 第2次安倍改造內閣                                  | 2014年（平成26年）10月21日 | 自由民主黨                  |
| 95                                                    | 上川陽子   | 第3次安倍內閣           | 2014年（平成26年）12月24日                         |                            | 自由民主黨                  |
| 96                                                    | 岩城光英   |                         | 第3次安倍第1次改造內閣                             | 2015年（平成27年）10月7日  | 自由民主黨 （參議院） →民間 |
| 97                                                    | 金田勝年   |                         | 第3次安倍第2次改造內閣                             | 2016年（平成28年）8月3日   | 自由民主黨                  |
| 98                                                    | 上川陽子   |                         | 第3次安倍第3次改造內閣                             | 2017年（平成29年）8月3日   | 自由民主黨                  |
| 99                                                    | 上川陽子   | 第4次安倍內閣           | 2017年（平成29年）11月1日                          |                            | 自由民主黨                  |
| 100                                                   | 山下貴司   |                         | 第4次安倍第1次改造內閣                             | 2018年（平成30年）10月2日  | 自由民主黨                  |
| 101                                                   | 河井克行   |                         | 第4次安倍第2次改造內閣                             | 2019年（令和元年）9月11日  | 自由民主黨                  |
| 102                                                   | 森雅子     |                         | 第4次安倍第2次改造內閣                             | 2019年（令和元年）10月31日 | 自由民主黨 （參議院）       |
| 103                                                   | 上川陽子   |                         | 菅義偉內閣                                         | 2020年（令和二年）9月16日  | 自由民主黨 （眾議院）       |
| 104                                                   | 古川禎久   |                         | 第1次岸田內閣                                      | 2021年（令和三年）10月4日  | 自由民主黨 （眾議院）       |
| 105                                                   | 古川禎久   | 第2次岸田內閣           | 2021年（令和3年）11月10日                          |                            | 自由民主黨 （眾議院）       |
| 106                                                   | 葉梨康弘   |                         | 第二次岸田改組內閣                                 | 2022年（令和4年）8月10日   | 自由民主黨                  |
| 107                                                   | 齋藤健     |                         | 第二次岸田改組內閣                                 | 2022年（令和4年）11月11日  | 自由民主党                  |
| 108                                                   | 小泉龍司   |                         | 第2次岸田第2次改造内閣                             | 2023年（令和5年）9月13日   | 自由民主黨                  |
| 109                                                   | 牧原秀樹   |                         | 第一次石破內閣                                     | 2024年（令和6年）10月1日   | 自由民主黨                  |
| 110                                                   | 鈴木馨祐   |                         | 第二次石破內閣                                     | 2024年（令和6年）11月11日  | 自由民主黨                  |

## 歷代法務大臣死刑執行命令次數
| 法務大臣   | 內閣             | 就任年月日     | 在職  | 所屬     | 眾/參              | 執行數 | 備註                       | 注釋                 |
| ---------- | ---------------- | -------------- | ----- | -------- | ------------------ | ------ | -------------------------- | -------------------- |
| 奧野誠亮   | 鈴木善           | 1980年7月17日  | 502日 | 自民黨   | 眾議院議員         | 1      |                            |                      |
| 坂田道太   | 鈴木善改         | 1981年11月30日 | 363日 | 自民黨   | 眾議院議員         | 1      |                            |                      |
| 秦野章     | 中曾根1          | 1982年11月27日 | 396日 | 自民黨   | 參議院議員         | 1      |                            |                      |
| 住榮作     | 中曾根2          | 1983年12月27日 | 310日 | 自民黨   | 眾議院議員         | 1      |                            |                      |
| 嶋崎均     | 中曾根2改1       | 1984年11月1日  | 423日 | 自民黨   | 參議院議員         | 2      |                            |                      |
| 鈴木省吾   | 中曾根2改2       | 1985年12月28日 | 207日 | 自民黨   | 參議院議員         | 2      |                            |                      |
| 遠藤要     | 中曾根3          | 1986年7月22日  | 473日 | 自民黨   | 參議院議員         | 2      |                            |                      |
| 林田悠紀夫 | 竹下             | 1987年11月6日  | 418日 | 自民黨   | 參議院議員         | 2      |                            |                      |
| 長谷川峻   | 竹下改           | 1988年12月27日 | 4日   | 自民黨   | 眾議院議員         | 0      |                            |                      |
| 高辻正己   | 竹下改           | 1988年12月30日 | 156日 | （民間） | （前最高法院法官） | 0      |                            |                      |
| 谷川和穗   | 宇野             | 1989年6月3日   | 69日  | 自民黨   | 眾議院議員         | 0      |                            |                      |
| 後藤正夫   | 海部1            | 1989年8月10日  | 203日 | 自民黨   | 參議院議員         | 1      |                            |                      |
| 長谷川信   | 海部2            | 1990年2月28日  | 198日 | 自民黨   | 參議院議員         | 0      |                            |                      |
| 梶山靜六   | 海部2            | 1990年9月13日  | 108日 | 自民黨   | 眾議院議員         | 0      |                            |                      |
| 左藤惠     | 海部2改          | 1990年12月29日 | 312日 | 自民黨   | 眾議院議員         | 0      |                            |                      |
| 田原隆     | 宮澤             | 1991年11月5日  | 404日 | 自民黨   | 眾議院議員         | 0      |                            |                      |
| 後藤田正晴 | 宮澤改           | 1992年12月12日 | 237日 | 自民黨   | 眾議院議員         | 3      | 恢復死刑執行               |                      |
| 三月章     | 細川             | 1993年8月9日   | 263日 | （民間） | （民事訴訟法學者） | 4      |                            |                      |
| 永野茂門   | 羽田             | 1994年4月28日  | 11日  | 新生黨   | 參議院議員         | 0      |                            |                      |
| 中井洽     | 羽田             | 1994年5月8日   | 54日  | 民社黨   | 眾議院議員         | 0      |                            |                      |
| 前田勲男   | 村山             | 1994年6月30日  | 405日 | 自民黨   | 參議院議員         | 5      |                            |                      |
| 田澤智治   | 村山改           | 1995年8月8日   | 63日  | 自民黨   | 參議院議員         | 0      |                            |                      |
| 宮澤弘     | 村山改           | 1995年10月9日  | 95日  | 自民黨   | 參議院議員         | 3      |                            |                      |
| 長尾立子   | 橋本1            | 1996年1月11日  | 302日 | （民間） | （前厚生省官僚）   | 3      |                            |                      |
| 松浦功     | 橋本2            | 1996年11月7日  | 309日 | 自民黨   | 參議院議員         | 7      |                            |                      |
| 下稻葉耕吉 | 橋本2改          | 1997年9月11日  | 323日 | 自民黨   | 參議院議員         | 3      |                            |                      |
| 中村正三郎 | 小淵-小淵改1     | 1998年7月30日  | 222日 | 自民黨   | 眾議院議員         | 3      | 公布死刑執行時間           |                      |
| 陣內孝雄   | 小淵改1          | 1999年3月8日   | 212日 | 自民黨   | 參議院議員         | 3      |                            |                      |
| 臼井日出男 | 小淵改2-森1      | 1999年10月5日  | 274日 | 自民黨   | 眾議院議員         | 2      |                            |                      |
| 保岡興治   | 森2              | 2000年7月4日   | 155日 | 自民黨   | 眾議院議員         | 3      |                            |                      |
| 高村正彥   | 森2改            | 2000年12月5日  | 143日 | 自民黨   | 眾議院議員         | 0      |                            |                      |
| 森山真弓   | 小泉1-小泉1改1   | 2001年4月26日  | 880日 | 自民黨   | 眾議院議員         | 5      |                            |                      |
| 野澤太三   | 小泉1改2         | 2003年9月22日  | 372日 | 自民黨   | 參議院議員         | 2      |                            |                      |
| 南野知惠子 | 小泉2改-小泉3    | 2004年9月27日  | 400日 | 自民黨   | 參議院議員         | 1      |                            |                      |
| 杉浦正健   | 小泉3改          | 2005年10月31日 | 331日 | 自民黨   | 眾議院議員         | 0      |                            |                      |
| 長勢甚遠   | 安倍1            | 2006年9月26日  | 336日 | 自民黨   | 眾議院議員         | 10     |                            | [ 30 ]               |
| 鳩山邦夫   | 安倍1改-福田康改 | 2007年8月27日  | 342日 | 自民黨   | 眾議院議員         | 13     | 公布死刑執行對象姓名       |                      |
| 保岡興治   | 福田康改         | 2008年8月2日   | 54日  | 自民黨   | 眾議院議員         | 3      | 再任                       | [ 31 ]               |
| 森英介     | 麻生             | 2008年9月24日  | 358日 | 自民黨   | 眾議院議員         | 9      |                            | [ 32 ]               |
| 千葉景子   | 鳩山由-菅直人    | 2009年9月16日  | 367日 | 民主黨   | 參議院議員         | 2      | 公開東京拘留所死刑執行刑場 | [ 34 ]               |
| 柳田稔     | 菅直人改1        | 2010年9月17日  | 67日  | 民主黨   | 參議院議員         | 0      | 兼任：拉致問題擔當大臣     |                      |
| 仙谷由人   | 菅直人改1        | 2010年11月22日 | 54日  | 民主黨   | 眾議院議員         | 0      | 兼任：官房長官             |                      |
| 江田五月   | 菅直人改2        | 2011年1月14日  | 232日 | 民主黨   | 參議院議員         | 0      | 兼任：環境大臣             |                      |
| 平岡秀夫   | 野田             | 2011年9月2日   | 134日 | 民主黨   | 眾議院議員         | 0      |                            |                      |
| 小川敏夫   | 野田改1          | 2012年1月13日  | 144日 | 民主黨   | 參議院議員         | 3      |                            | [ 37 ]               |
| 瀧實       | 野田改2          | 2012年6月4日   | 120日 | 民主黨   | 眾議院議員         | 4      |                            | [ 38 ]               |
| 田中慶秋   | 野田改3          | 2012年10月1日  | 23日  | 民主黨   | 眾議院議員         | 0      | 兼任：拉致問題擔當大臣     |                      |
| 瀧實       | 野田改3          | 2012年10月24日 | 64日  | 民主黨   | 眾議院議員         | 0      | 再任                       |                      |
| 谷垣禎一   | 安倍2            | 2012年12月26日 | 617日 | 自民黨   | 眾議院議員         | 11     |                            | [ 39 ] [ 40 ] [ 41 ] |
| 松島綠     | 安倍2改          | 2014年9月3日   | 49日  | 自民黨   | 眾議院議員         | 0      |                            |                      |
| 上川陽子   | 安倍2改-安倍3    | 2014年10月21日 | 352日 | 自民黨   | 眾議院議員         | 1      |                            |                      |
| 岩城光英   | 安倍3改1         | 2015年10月7日  | 302日 | 自民黨   | 參議院議員         | 4      |                            |                      |
| 金田勝年   | 安倍3改2         | 2016年8月3日   | 366日 | 自民黨   | 眾議院議員         | 3      |                            |                      |
| 上川陽子   | 安倍3改3-安倍4   | 2017年8月3日   | 426日 | 自民黨   | 眾議院議員         | 15     | 再任                       | [ 43 ]               |
| 山下貴司   | 安倍4改1         | 2018年10月2日  | 345日 | 自民黨   | 眾議院議員         | 4      |                            |                      |
| 河井克行   | 安倍4改2         | 2019年9月11日  | 51日  | 自民黨   | 眾議院議員         | 0      |                            |                      |
| 森雅子     | 安倍4改2         | 2019年10月31日 | 322日 | 自民黨   | 參議院議員         | 1      |                            |                      |
| 上川陽子   | 菅義偉           | 2020年9月16日  | 383日 | 自民黨   | 眾議院議員         | 0      | 再任                       |                      |
| 古川禎久   | 岸田1-岸田2      | 2021年10月4日  | 309日 | 自民黨   | 眾議院議員         | 4      |                            |                      |
| 葉梨康弘   | 岸田2改          | 2022年8月10日  | 93日  | 自民黨   | 衆議院議員         | 0      |                            |                      |
| 齋藤健     | 岸田2改          | 2022年11月11日 |       | 自民黨   | 衆議院議員         | 0      |                            |                      |

## 法務大臣的法律執業資格
司法大臣、法務總裁、法務大臣有許多是具有法律執業資格或法律執業經歷者。除了下表以外，初期司法大臣的第3代大臣河野敏鎌、第6、9、11代大臣清浦奎吾、第8代大臣大東義徹、第12代大臣波多野敬直有司法官經歷。
在大日本帝國憲法下，大臣多是該省官僚出身。當時的司法大臣有多名是法官或檢察官出身。
另外，不在下表內的第34代法務大臣稻葉修是法學博士。
| 代       | 姓名       | 學校                         | 學位等         |
| 司法大臣 | 司法大臣   | 司法大臣                     | 司法大臣       |
| -------- | ---------- | ---------------------------- | -------------- |
| 17       | 松室致     | 司法省法學校                 | 法學士         |
| 21       | 松室致     | 司法省法學校                 | 法學士         |
| 26       | 平沼騏一郎 | 帝國大學法科大學             | 法學博士       |
| 27       | 鈴木喜三郎 | 帝國大學法科大學             |                |
| 28       | 橫田千之助 | 東京法學院                   |                |
| 29       | 小川平吉   | 帝國大學法科大學             |                |
| 31       | 原嘉道     | 帝國大學法科大學英國法學部   | 法學博士       |
| 33       | 鈴木喜三郎 | 帝國大學法科大學             |                |
| 35       | 小山松吉   | 獨逸學協會學校專修科         | 法學博士       |
| 36       | 小原直     | 東京帝國大學法科大學法律學科 |                |
| 37       | 林賴三郎   | 東京法學院                   | 法學博士       |
| 38       | 鹽野季彥   | 東京帝國大學法科大學德國法科 |                |
| 39       | 宮城長五郎 | 東京帝國大學法科大學法國法科 |                |
| 40       | 木村尚達   | 京都帝國大學法科大學         |                |
| 44       | 岩村通世   | 東京帝國大學法科大學德國法科 |                |
| 45       | 松阪廣政   | 東京帝國大學法科大學         |                |
| 46       | 岩田宙造   | 東京帝國大學法科大學英國法科 | 法學博士       |
| 法務總裁 |            |                              |                |
| 1        | 鈴木義男   | 東京帝國大學                 |                |
| 6        | 木村篤太郎 | 東京帝國大學                 |                |
| 法務大臣 |            |                              |                |
| 1        | 木村篤太郎 | 東京帝國大學                 |                |
| 5        | 小原直     | 東京帝國大學法科大學         |                |
| 6        | 花村四郎   | 日本大學法律科               |                |
| 8        | 牧野良三   | 東京帝國大學法科大學         | 法學博士       |
| 9        | 中村梅吉   | 法政大學                     |                |
| 14       | 小島徹三   | 東京帝國大學法學部           |                |
| 32       | 中村梅吉   | 法政大學                     |                |
| 36       | 瀨戶山三男 | 明治大學法學部               |                |
| 48       | 高辻正己   | 東京帝國大學法學部           | 前最高法院法官 |
| 56       | 三月章     | 東京帝國大學法學部法律學科   | 法學博士       |

| 代  | 姓名     | 學校                   | 司法修習期 | 學位等     |
| --- | -------- | ---------------------- | ---------- | ---------- |
| 69  | 保岡興治 | 中央大學法學部法律學科 | 19期       | 法學士     |
| 70  | 高村正彥 | 中央大學法學部法律學科 | 20期       | 法學士     |
| 76  | 杉浦正健 | 東京大學經濟學部       | 24期       | 經濟學學士 |
| 80  | 保岡興治 | 中央大學法學部法律學科 | 19期       | 法學士     |
| 82  | 千葉景子 | 中央大學法學部法律學科 | 34期       | 法學士     |
| 83  | 千葉景子 | 中央大學法學部法律學科 | 34期       | 法學士     |
| 85  | 仙谷由人 | 東京大學法學部中退     | 23期       |            |
| 86  | 江田五月 | 東京大學法學部         | 20期       | 法學士     |
| 87  | 平岡秀夫 | 東京大學法學部         | 特例       | 法學士     |
| 88  | 小川敏夫 | 立教大學法學部         | 25期       | 法學士     |
| 92  | 谷垣禎一 | 東京大學法學部         | 34期       | 法學士     |
| 100 | 山下貴司 | 東京大學法學部         | 44期       | 法學士     |
| 102 | 森雅子   | 東北大學法學部         | 47期       | 法學士     |

## 外部連結
- 法務省：大臣・副大臣・大臣政務官的介紹 （页面存档备份，存于）